# Свинин, Александр Васильевич
Александр Васильевич Свинин (род. 7 июля 1958, Ленинград) — российский тренер по фигурному катанию. Бывший советский фигурист, выступавший в танцах на льду. Серебряный призёр чемпионата Европы (1983) и призёр чемпионатов СССР в паре с Ольгой Воложинской.

## Карьера
На юниорском уровне выступал с Татьяной Евтеевой. Жил и тренировался в Ленинграде. Затем бывшая одиночница Ольга Воложинская предложила ему встать в пару и переехать в Москву к тренеру Елене Чайковской. В паре с Воложинской становился призёром чемпионатов СССР. На своём первом чемпионате мира в 1981 году они стали пятыми, что для дебютантов является хорошим результатом. Однако в дальнейшем они так и не смогли подняться на пьедестал мирового первенства, но становились вторыми на чемпионате Европы 1983 года. Участвовали в Олимпиаде 1984 и заняли там седьмое место.
Уйдя из любительского спорта Свинин и Воложинская перешли в профессионалы. Приняли участие в чемпионате мира среди профессионалов, где с минимальным счетом уступили там лишь легендарным английским танцорам Торвилл и Дину. Участвовали в различных шоу, семь лет работали в театре Татьяны Тарасовой «Все звёзды». После распада театра выступал в ледовом шоу в Великобритании с Ириной Жук.
Закончив кататься Александр Свинин и Ирина Жук вернулись в Москву, и начали тренировать спортсменов. Первыми известными учениками тренерского дуэта стали чемпионы Европы 2009 года Яна Хохлова и Сергей Новицкий. Позже в их группу перешли Екатерина Рублёва и Иван Шефер, которые за время совместной деятельности стали призёрами чемпионата России. Свинин также работает с юниорскими танцевальными дуэтами, например Степанова и Букин, с подросткового возраста катающиеся под его руководством, стали чемпионами России и призёрами чемпионатов Европы.
В 2010 году получил звание заслуженного тренера России.

## Личная жизнь
Жена — Ирина Жук.

## Результаты
(с Ольгой Воложинской)
| Соревнования     | 78/79 | 79/80 | 80/81 | 81/82 | 82/83 | 83/84 | 84/85 | 85/86 |
| ---------------- | ----- | ----- | ----- | ----- | ----- | ----- | ----- | ----- |
| Олимпийские игры |       |       |       |       |       | 7     |       |       |
| Чемпионат мира   |       |       | 5     | 6     | 4     |       |       |       |
| Чемпионат Европы |       |       |       | 4     | 2     | 5     |       |       |
| Skate Canada     |       |       |       |       |       |       | 1     | 2     |
| Чемпионат СССР   | 6     | 3     | 4     | 3     | 2     | 4     | 4     |       |